# Pompiliodes postica
Pompiliodes postica là một loài bướm đêm thuộc phân họ Arctiinae, họ Erebidae.